# Luciano De Pascalis
Luciano De Pascalis (Pola, 20 luglio 1923 – Pavia, 25 ottobre 1994) è stato un politico italiano.

## Biografia
Conseguita la maturità classica nel 1942, viene chiamato alle armi nell'esercito tedesco. Per evitare l'arruolamento, entra volontario nella X Mas, scelta che gli permette di lasciare Pola e di continuare gli studi, senza però prendere mai parte ad azioni militari. Laureatosi in Giurisprudenza a Roma nel 1946, si avvicina al Partito d'Azione e al suo scioglimento, si iscrive al Partito socialista partecipando, nel 1948, al congresso di Roma in rappresentanza della Federazione di Firenze. Dal 1949 è a Pavia dove dirige il settimanale della Federazione "La Plebe"; nel 1950 diviene segretario del Psi provinciale e ne cura la riorganizzazione sul territorio; consigliere comunale nel 1956, è chiamato nello stesso anno alla Direzione del partito. Collaboratore di Francesco De Martino, fu membro della Commissione Bilancio e programmazione della Camera durante la IV Legislatura (1963 - 1968), dai primi anni Settanta è alla Direzione dell'Ufficio affari esteri del Psi e amministratore finanziario del partito e, negli anni Ottanta, vicepresidente di Ipalmo.